# Магистраль Банг На
Магистраль Банг На, полное название Магистраль Банг На — Банг Фли — Банг Паконг, официально Магистраль Бурафа Вити (тайск. ทางพิเศษบูรพาวิถี) — надземное сооружение мостового типа протяжённостью 55 км, шестиполосное; находится в тайской столице Бангкок. Располагается над Национальной автомагистралью 34 (Автомагистраль Банг На-Трат), проходит через реку Банг Паконг, принадлежит Управлению автомагистралями Таиланда. Проезд по данному мосту является платным. Строительство моста велось при Сукавиче Рангситполе, заместитель премьер-министра Чуана Ликпая. Проектированием моста руководил американский инженер-строитель Луис Бергер.

## Строительство
Управление автомагистралями и скоростными дорогами Таиланда было заинтересовано в сооружении моста для борьбы против пробок при въезде в город. Сооружение моста велось по принципу «проектирование-строительство», всем заведовало совместное предприятие Joint Venture BBCD. Опоры и надструктуру разрабатывал Жан Мюллер и его компания из Сан-Диего; а центровкой и фундаментом занималась тайская компания Asian Engineering Consultants; Louis Berger Group, компания американского инженера Луиса Бергера, направляла главного инженера; также в строительстве участвовали немецкая Bilfinger Berger и тайская Karnchang. На строительство было затрачено 1,8 млн. м³ бетона, а само строительство велось с 1995 по 2000 годы и обошлось казне в 1 млрд. долларов США. В январе 2000 года строительство было завершено. Семь участков магистрали открывались один за другим во время строительства. 7 февраля 2000 года был открыт последний участок, а в марте мост был официально введён в эксплуатацию.

## Описание

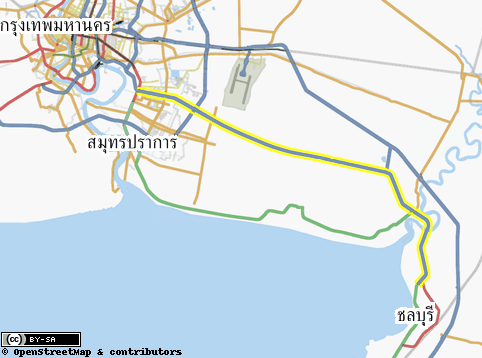
Автомагистраль Банг На на карте Бангкока (подсвечена жёлтым)

Магистраль располагается на эстакаде со средней протяжённостью пролёта 42 м; представляет собой рамный мост шириной 27 м и высотой до 18,6 м. На магистрали в той точке, где она должна расширяться до 12 полос, установлены два пункта, на которых принимается плата за проезд — разработками их занималась компания FKS Joint Venture, куда вошли Kapsch TrafficCom A.B., Fatima Group и Smart Traffic Co Ltd.; эти пункты появились в 2010 году. Их установка обошлась в 7 млн. евро. До этого были установлены 12 таких пунктов на мосту.
До 2008 года, когда был построен виадук Чжанхуа—Гаосюн, автомагистраль Банг На считалась самым длинным мостом в мире; после строительства Даньян-Куньшаньского и Тяньцзиньского виадуков мост в Таиланде откатился на 7-е место в списке самых длинных мостов в мире.
С магистрали существует несколько съездов, в том числе в сторону аэропорта Суварнабхуми (на 15-м километре).